# مارك دالتون (كرة سلة)
مارك دالتون (بالإنجليزية: Mark Dalton)‏ مواليد 9 نوفمبر 1964 في سيدني، هو مدرب كرة سلة أسترالي ولاعب معتزل. بدأ مسيرته الاحترافية في سنة 1984. مثّل منتخب بلاده. شارك في دورة الألعاب الأولمبية الصيفية سنة 1980. اعتزل اللعب في 1999.

## المسيرة الاحترافية
لعب مع سيدني كينجز في الدوري الأسترالي من سنة 1988 إلى 1995، ثم لعب مع بريزبن بولتز في موسم 19964–1997، ثم لعب مع إلوارا هوكز في الدوري الأسترالي في موسم 1998–1999.

## روابط خارجية
- مارك دالتون على موقع الاتحاد الدولي لكرة السلة (الإنجليزية)
- مارك دالتون على موقع ريلجم (الإنجليزية)
- مارك دالتون على موقع سبورتس رفرنس (الإنجليزية)
- مارك دالتون على موقع أوليمبيديا (الإنجليزية)